# 奧利夫鎮區 (印地安納州聖約瑟夫縣)
奧利夫鎮區（英語：Olive Township）是位於美國印地安納州聖約瑟夫縣的一個行政鎮區。

## 地方資料
根據2010年美國人口普查的數據，奧利夫鎮區的面積為135.00平方千米，當中陸地面積為134.97平方千米，而水域面積為0.03平方千米。當地共有人口1770人，而人口密度為每平方千米13.11人。